# Anton Pohl
Anton Vincent Cornelis Pohl (Pasuruan, 7 juni 1876 - Tiel, 9 september 1942) was een Nederlands kunstschilder, aquarellist en etser.
De familie Pohl verhuisde rond 1900 van Nederlands-Indië naar Nederland. Anton volgde in Den Haag de opleiding aan de Kunstacademie. In 1906 werd hij leraar hand- en lijntekenen aan de RijksHBS in Tiel. 
Anton Pohl was zeer veelzijdig: hij maakte grafisch werk, schilderde zijn behangsels zelf, maakte drijfwerk, bouwde decors voor de toneeluitvoeringen van de HBS in het Spaarbankgebouw, ontwierp de kleding van zijn vrouw, speelde cello en leidde verschillende bands.
Naar de toen in de mode zijnde Amsterdamse school versierde hij de gevel van zijn huis aan Stationsstraat 29 met opgedikt metselwerk. In zijn huis had hij ook een serre met exotische planten.
Werk van Pohl bevindt zich in de collectie van het Flipje & Streekmuseum te Tiel.